# Svjetsko prvenstvo u rukometu za igrače do 19 godina – Argentina 2011.
Svjetsko prvenstvo u rukometu za igrače do 19 godina održalo se u Argentini 2011. godine od 10. do 20. kolovoza. Natjecalo se 20 momčadi iz 5 konfederacija. Igralo se u dvjema dvoranama, Polideportivo Islas Malvinas i Once Unidos u jednom gradu domaćinu Maru del Plati. Odigrane su 64 utakmice i postignuto 3577 pogodaka, uz 47.675 gledatelja. Prema IHF-ovim pravilima, smjeli su sudjelovati samo igrači rođeni na ili poslije 1. siječnja 1992., a najmanja dopuštena dob za sudjelovanje bila je 16 godina.

## Momčadi i sastavi
Nastupile su momčadi koje su plasman izborile rezultatom na prethodnom svjetskom prvenstvu: Hrvatske, Španjolske, Danske, Egipta, Njemačke, Francuske, Srbije, Švicarske, Švedske, Katara, zatim još po kompulsornom ključu iz Azije Južna Koreja i Bahrain, iz Afrike Tunis i Gabon, iz Europe Slovenija i Rusija, iz Oceanije Novi Zeland i iz Amerike Brazil i Čile.
Hrvatska je nastupila u sastavu Luka Prezelj, Filip Štembal, Marko Buvinić, Dominik Mišković, Ante Kaleb, Dominik Smojver, Mirko Herceg, Ivan Senta, Filip Ivić, Ivan Sršen, Domagoj Pavlović, David Miličević, Matej Ašanin, Luka Šebetić, Stipe Mandalinić, Jurica Vidaček; vođa momčadi bio je Stipe Smojver, glavni trener Silvio Ivandija, trener Luka Panza, fizioterapeutica Patricija Šimić, službena osoba Dinko Vuleta, šef izaslanstva Ivica Udovičić i trener Ivan Pavlaković. U skupini je bila druga, a u fazi na ispadanje izgubila u četvrtzavršnici od Francuske za 1 gol, nakon čega su uslijedila još dva poraza.

## Poredak
| Mjesto | Momčad       |
| ------ | ------------ |
|        | Danska       |
|        | Španjolska   |
|        | Švedska      |
| 4      | Francuska    |
| 5      | Egipat       |
| 6      | Švicarska    |
| 7      | Njemačka     |
| 8      | Hrvatska     |
| 9      | Slovenija    |
| 10     | Argentina    |
| 11     | Južna Koreja |
| 12     | Brazil       |
| 13     | Rusija       |
| 14     | Srbija       |
| 15     | Katar        |
| 16     | Čile         |
| 17     | Bahrein      |
| 18     | Tunis        |
| 19     | Gabon        |
| 20     | Novi Zeland  |

## Nagrade

### Idealna momčad
- vratar:  Nikola Portner
- lijevo krilo:  Hugo Descat
- lijevi vanjski:  Theis Baagøe
- kružni:  Ignacio Plaza Jimenez
- srednji vanjski:  Aitor Arino
- desni vanjski:  Martin Larsen
- desno krilo:  Mario Šoštarčič

- najbolji strijelac:   Jim Gottfridsson, 58 pogodaka
- najveća nada:  Nicolai Nygaard Pedersen

## Vanjske poveznice
- (eng.) IHF
- (špa.) Službene stranice  Arhivirana inačica izvorne stranice od 25. rujna 2011. (Wayback Machine)